# Gustav Leffers
Gustav Leffers (Wilhelmshaven, 2 gennaio 1895 – nei pressi di Cerisy, 27 dicembre 1916) è stato un militare e aviatore tedesco, asso dell'aviazione durante la prima guerra mondiale accreditato di 9 vittorie aeree.

## Biografia
Gustav Leffers nasce il 2 gennaio 1895 a Wilhelmshaven, nell'allora Granducato di Oldenburgo. Figlio di un ingegnere navale,  frequenta le scuole prima a Wilhelmshaven e poi a Stettino ed inizia la sua esperienza lavorativa presso la Holland America Line come candidato ingegnere. Nel luglio del 1914, poco prima dell'inizio della prima guerra mondiale, torna da una crociera presso gli Stati Uniti d'America. Entrato nell'esercito imperiale tedesco, Leffers viene assegnato ad un battaglione di telegrafisti da campo.

### Il servizio presso l'aviazione
Gustav Leffers, grazie alla sua formazione in ingegneria, viene assegnato al Fliegertruppen des deutschen Kaiserreiches. Dopo l'addestramento da pilota, nel mese di febbraio 1915 viene inviato alla Feldflieger Abteilung (FFA) 32 a supporto della 2ª Armata dell'esercito tedesco. Inizia la sua esperienza come Gefreiter per arrivare rapidamente al grado di Leutnant der Reserve grazie alla sua abilità nelle missioni di ricognizione di volo a bordo del biposto biplano LVG B.I.
Il 24 settembre 1915 Leffers viene inviato a Mannheim per l'addestramento da pilota di velivoli monoposto tornando nella sua unità il 5 novembre dello stesso anno. Gli viene subito assegnato un Fokker E.III (matricola n. 86/15), il primo velivolo monoposto ad essere aggiunto nella FFA 32 che però viene distrutto in fase di atterraggio a causa di un guasto meccanico; tuttavia a Leffers l'11 novembre viene assegnato un altro velivolo identico (matricola n. 84/15). Ottiene la sua prima vittoria aerea il 5 dicembre 1915 abbattendo un B.E.2c del No. 13 Squadron dei Royal Flying Corps.
Alla fine di marzo del 1916 le vittorie aeree di Leffers arrivano a 4, con l'ultima di queste avvenuta in maniera particolare; sfuggito a malapena ad una collisione con un B.E.2c evitandola per poco tanto da appoggiare le ruote del carrello di atterraggio sull'ala superiore del biposto britannico, riesce poi a portarsi in coda all'aereo inglese abbattendolo.
Nell'agosto del 1916, in seguito alla riorganizzazione dell'aviazione militare tedesca, i piloti della Feldflieger Abteilung 32 vengono assegnati alla nuova squadriglia da caccia Jagdstaffel 1 dove Gustav Leffers riesce ad ottenere ulteriori 4 vittorie aeree confermate portando a 9 le sue vittorie complessive. Il 31 agosto 1916, dopo la sua sesta vittoria, gli viene assegnata la Croce di Cavaliere dell'Ordine Reale di Hohenzollern e nel novembre 1916, dopo la sua ottava vittoria, riceve la più prestigiosa onorificenza dell'Impero tedesco, il Pour le Mérite. È interessante notare che il pilota dell'aereo F.E.2b riconosciuto come la settima vittoria aerea di Leffers insiste nel dire di essere stato abbattuto da un Nieuport; sembra infatti che Gustav Leffers abbia usato questo tipo di aereo francese catturato per abbattere l'aereo nemico.

### La morte
Il 27 dicembre il sottotenente Leffers viene abbattuto ed ucciso dal biposto F.E.2b del No. 11 Squadron dei Royal Flying Corps con a bordo il capitano John Quested e il tenente H.J.H. Dicksee. Gustav Leffers era alla guida dell'aereo Nieuport francese catturato quando è stato ucciso.